# Принія південна
Принія південна (Phragmacia substriata) — вид горобцеподібних птахів родини тамікових (Cisticolidae). Мешкає в Південно-Африканській Республіці та Намібії. Єдиний предстравник монотипового роду Південна принія (Phragmacia).

## Опис
Довжина птаха становить 12-13 см. Південна принія має короткі, округлі крила, довгий хвіст, міцні ноги і короткий, прямий, чорний дзьоб. Верхня частина тіла світла, рудувато-коричнева, над очима білі "брови". Горло і нижня частина тіла білуваті, груди білі, легко поцятковані темними смужками. Боки охристі. Хвіст довгий, коричневий, направлений вгору. Лапи рожевувато-коричневі, очі карі. Виду не притаманний статевий диморфізм, молоді птахі дещо темніші.

## Підвиди
Виділяють два підвиди:
- P. s. confinis (Clancey, 1991) — південь Намібії, північний захід і північ ПАР;
- P. s. substriata (Smith, A, 1842) — захід і центр ПАР.

## Поширення і екологія
Південні принії живуть в кару, в густих заростях в ярах, в очеретяних заростях на берегах озер. Вони живуть парами і невеликими зграйками. Живляться дрібними комахами.

## Поведінка
Білохвості цвіркачі переважно комахоїдні. Ловлять здобич на землі. Сезон розмноження в Камеруні триває з жовтня по лютий, на острові Біоко з листопада по січень. Гніздо кулеподібне з бічним входом, зроблене з моху. підвішене на гілці, на висоті 1-1,5 м над землею. В кладці 1-2 яйця.

## Збереження
МСОП вважає стан збереження цього виду близьким до загрозливого. Білохвостим цвіркачам загрожує знищення природного середовища.